# Helena Amélia Oehler Stemmer
Helena Amélia Oehler Stemmer (Porto Alegre, 11 de novembro de 1927 – Florianópolis, 28 de março de 2016) foi uma engenheira civil e professora universitária brasileira.
Graduada em engenharia civil na Universidade Federal do Rio Grande do Sul (UFRGS) em 1954. Em 15 de maio de 1955 casou com o então colega de universidade Caspar Erich Stemmer.
Quando seu marido, então reitor da Universidade Federal de Santa Catarina (UFSC) realizava viagens para firmar intercâmbio com a Universidade Técnica da Renânia do Norte-Vestfália em Aachen (RWTH Aachen) na Alemanha, Helena frequentou aulas de análise estrutural na mesma universidade. Começou a lecionar na UFSC em 1969, um ano após a fundação do curso de engenharia civil, sendo a primeira professora da disciplina de estabilidade das construções na UFSC. Foi coordenadora do curso de engenharia civil, chefe de departamento e diretora do Centro Tecnológico (CTC). Foi a única mulher a ocupar a chefia de um departamento de engenharia no CTC em quase 50 anos.
Foi sepultada no Cemitério Jardim da Paz de Florianópolis.